# Grünberg (Wienerwald)
Der Grünberg (auch Gränberg) ist ein Berg in Niederösterreich, nahe der Wiener Stadtgrenze im nördlichen Wienerwald. Er hat eine Höhe von 462 m ü. A.
Er befindet sich östlich des Exelberges, liegt unmittelbar südlich vor dem Hameau und grenzt an drei Seiten an Wien. Vom Schwarzenbergpark führt die Strecke zum Hameau über die östliche Flanke des Grünberges, und eine der Quellen des Eckbaches, der sich später mit dem Dornbach zur Als vereinigt, entspringt unterhalb des Grünberges. Seine Kuppe ist unscheinbar und bewaldet.